# Hrabstwo Rabun
Hrabstwo Rabun (ang. Rabun County) – hrabstwo w stanie Georgia w Stanach Zjednoczonych. Według spisu w 2020 roku liczy 16,9 tys. mieszkańców, w tym 87,7% stanowiły białe społeczności nielatynoskie. Jego siedzibą administracyjną jest Clayton.

## Geografia
Według spisu z 2000 roku obszar całkowity hrabstwa obejmuje powierzchnię 376,99 mil2 (976,4 km²), z czego 371,05 mil2 (961,01 km²) stanowią lądy, a 5,94 mil2 (15,38 km²) stanowią wody.

### Sąsiednie hrabstwa
- Hrabstwo Macon, Karolina Północna (północ)
- Hrabstwo Jackson, Karolina Północna (północny wschód)
- Hrabstwo Oconee, Karolina Południowa (wschód)
- Hrabstwo Habersham, Georgia (południe)
- Hrabstwo Towns, Georgia (zachód)
- Hrabstwo Clay, Karolina Północna (północny zachód)

### Miejscowości
- Clayton
- Dillard
- Mountain City
- Sky Valley
- Tiger

## Polityka
Hrabstwo jest silnie republikańskie, gdzie w wyborach prezydenckich w 2020 roku, 78,1% głosów otrzymał Donald Trump i 20,7% przypadło dla Joe Bidena.

## Religia
W 2020 roku większość mieszkańców to protestanci, z największą denominacją Południową Konwencją Baptystów (34,8%). 9,8% deklaruje członkostwo w Kościele katolickim. 1,2% to świadkowie Jehowy. 

## Galeria

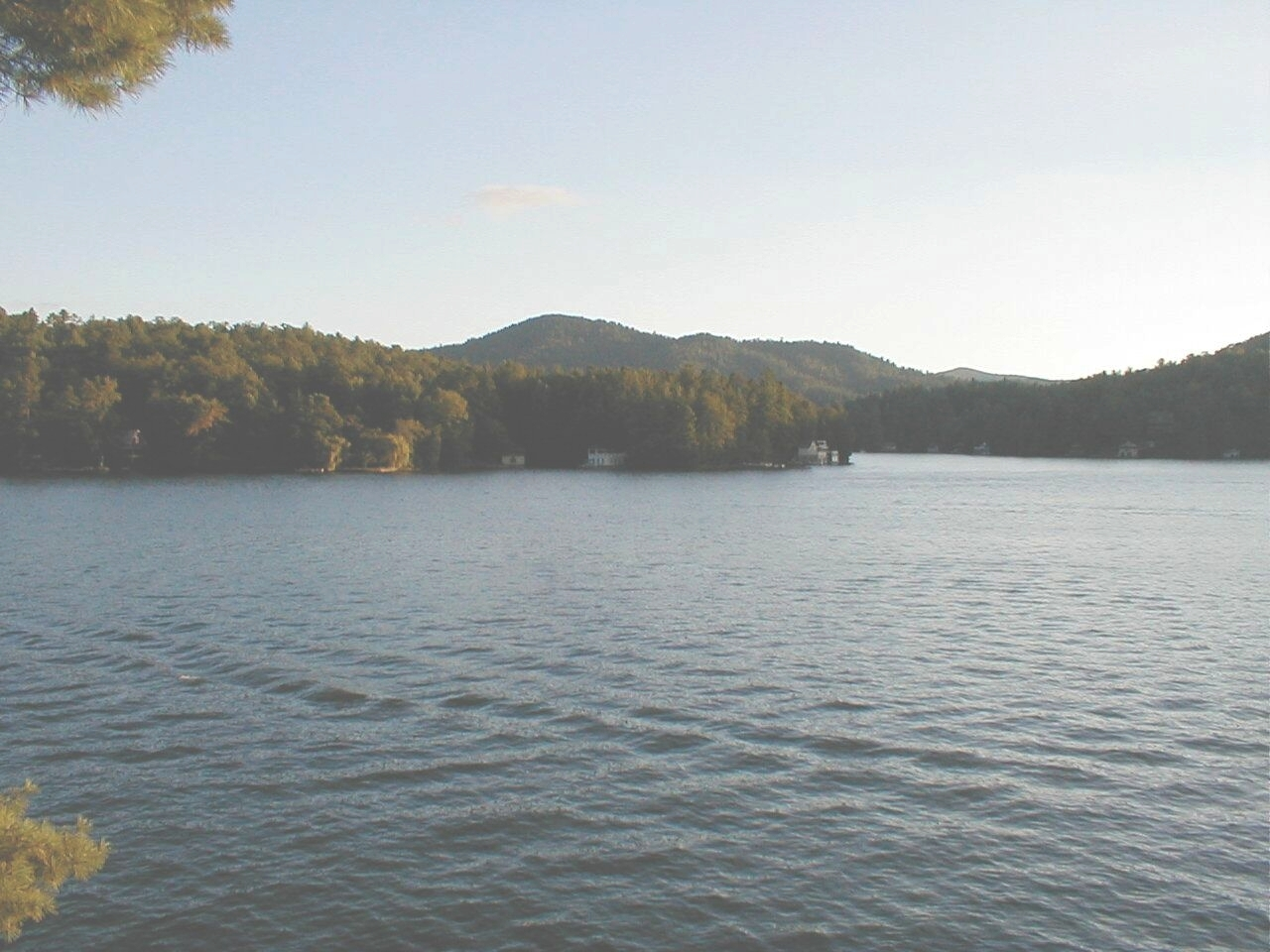
Jezioro Rabun
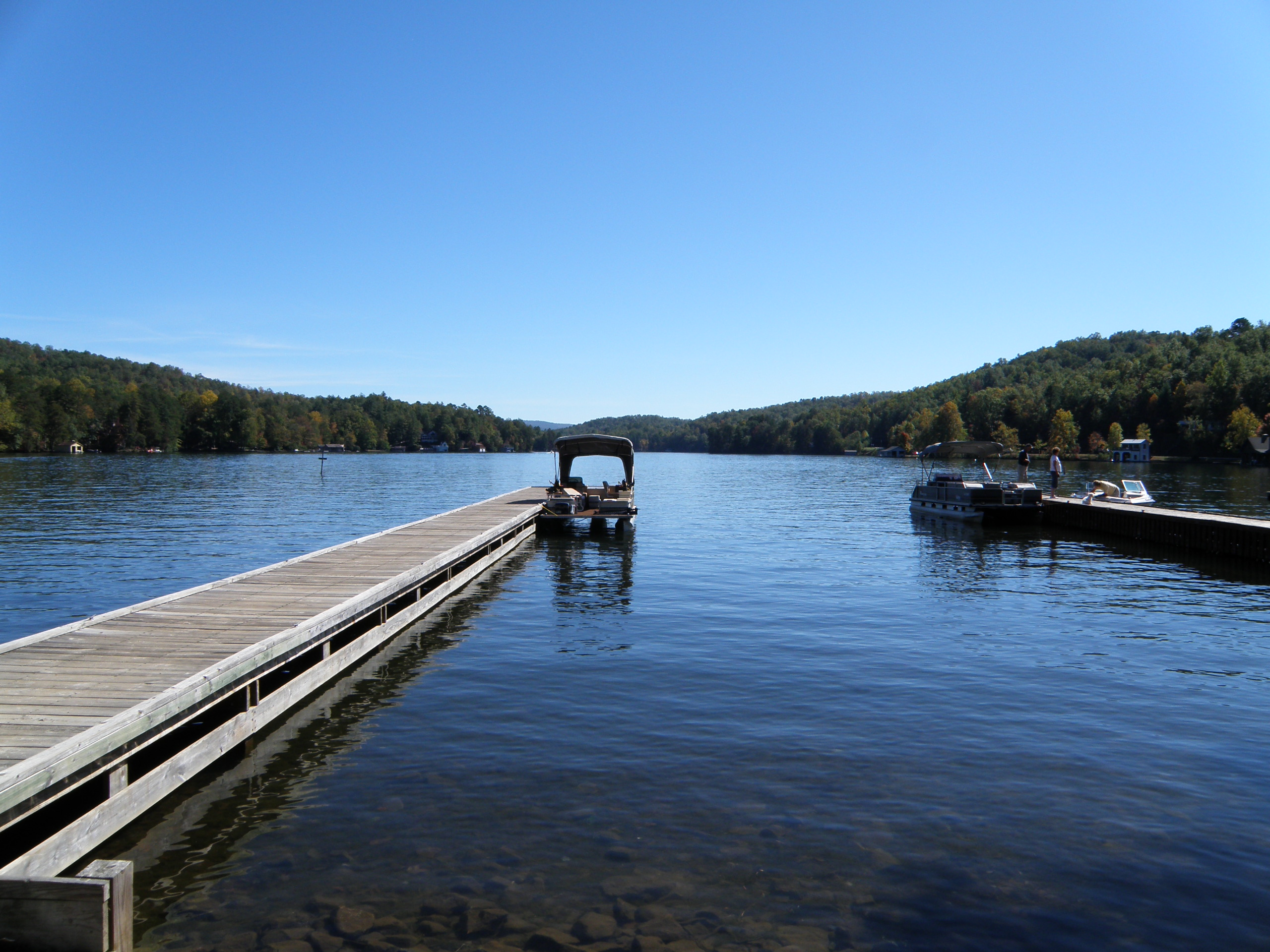
Jezioro Burton
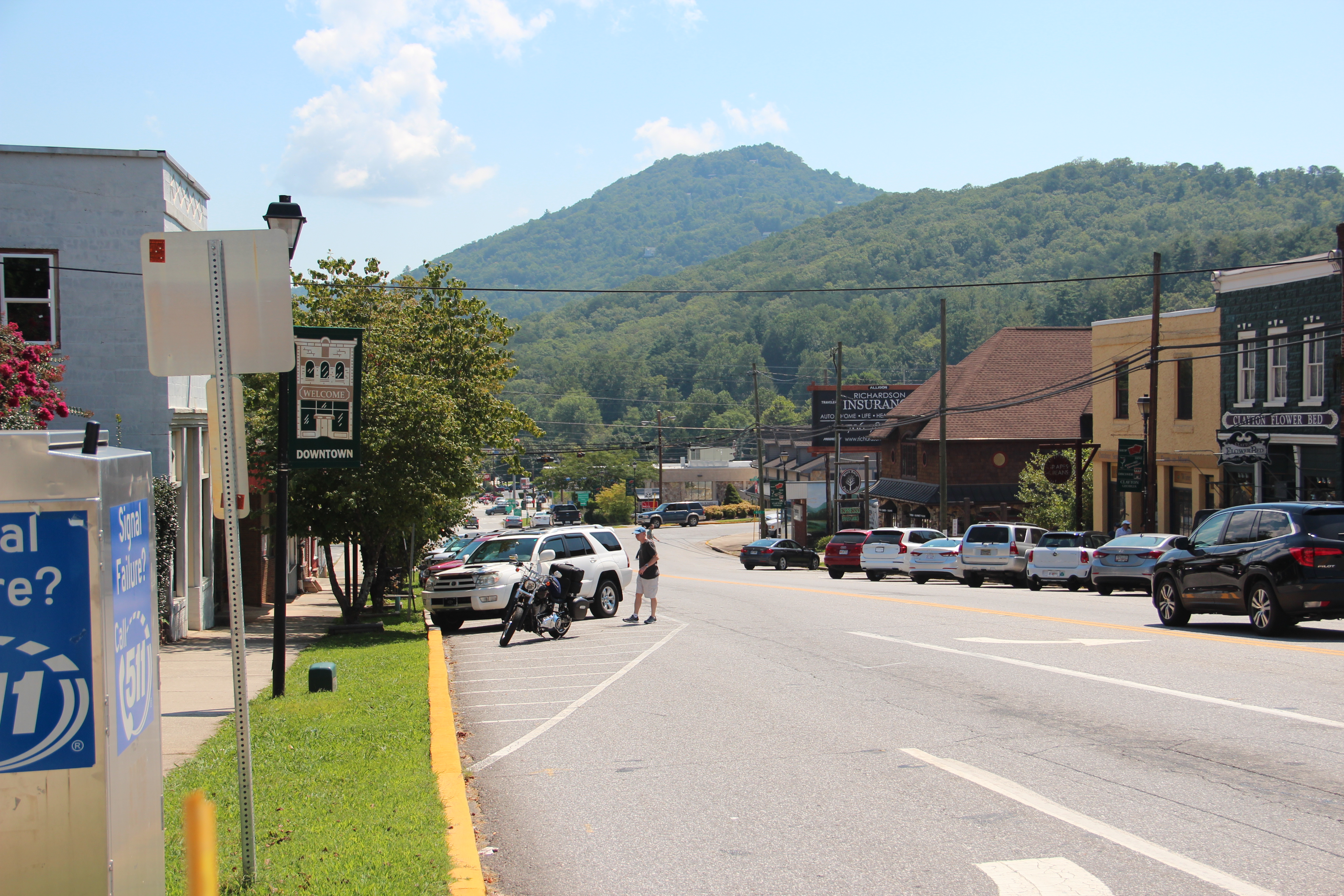
Ulica w Clayton
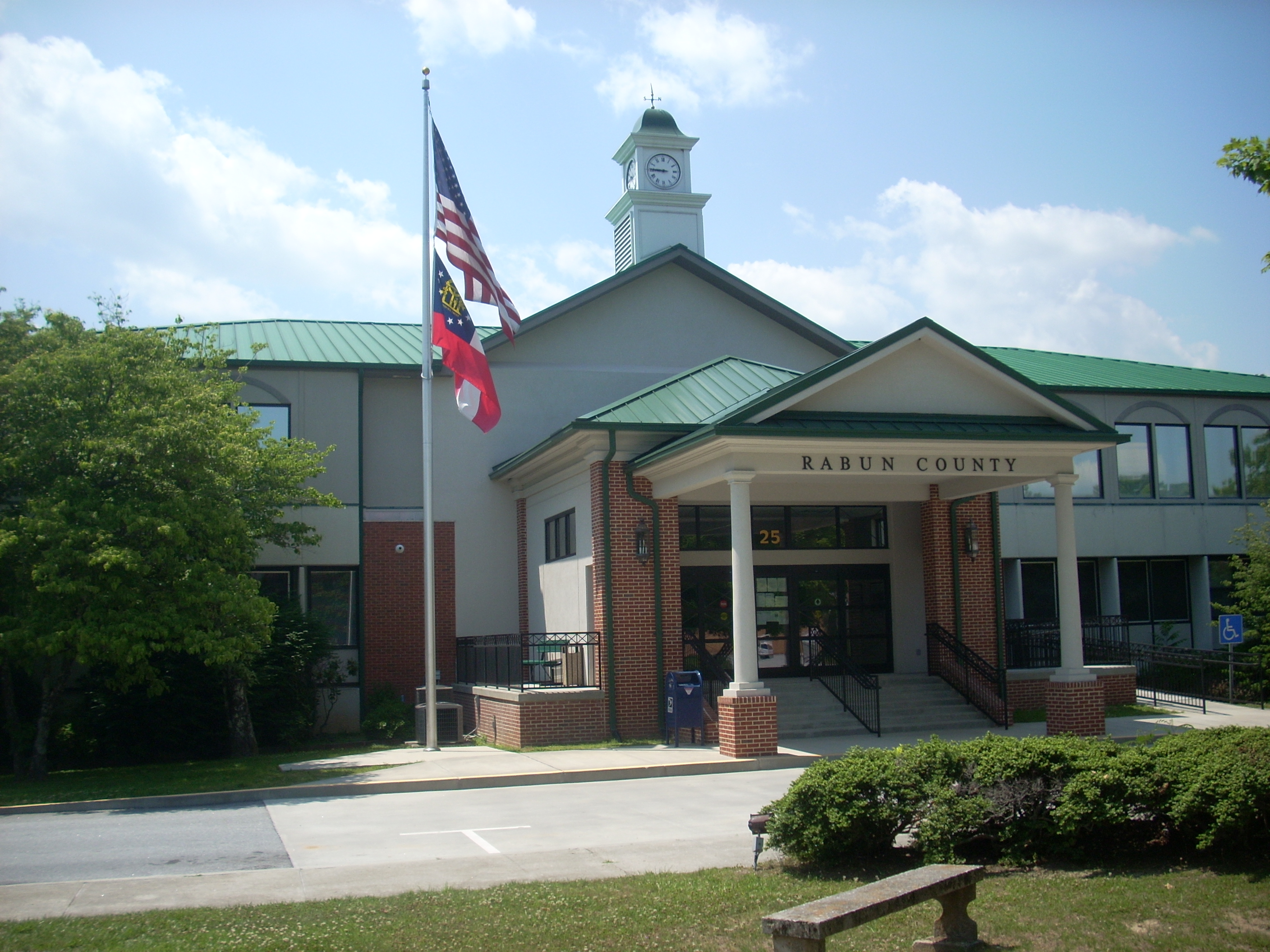
Gmach sądu